# Discographie de NOFX
Pour un article plus général, voir NOFX.
Cette page présente la discographie détaillée du groupe californien de punk rock NOFX.

## Albums studio
- 1988 : Liberal Animation
- 1989 : S&M Airlines
- 1991 : Ribbed
- 1992 : White Trash, Two Heebs and a Bean
- 1994 : Punk in Drublic
- 1996 : Heavy Petting Zoo
- 1997 : So Long and Thanks for All the Shoes
- 2000 : Pump up the Valuum
- 2003 : War on Errorism
- 2006 : Wolves in Wolves' Clothing
- 2009 : Coaster
- 2012 : Self Entitled
- 2016 : First Ditch Effort
- 2021 : Single Album
- 2022 : Double Album

## Albums live
- 1995 : I Heard They Suck Live!!
- 1995 : Smashing Punk Kings
- 1996 : Live at Bizarre Festival
- 2003 : Live at Southside Festival
- 2007 : They've Actually Gotten Worse Live!
- 2018 : Ribbed Live in a Dive

## Compilations
- 1992 : Maximum Rock and Roll
- 2002 : 45 or 46 Songs That Weren't Good Enough to Go on Our Other Records
- 2004 : The Greatest Songs Ever Written (By Us)
- 2010 : The Longest EP

## EPs
- 1985 : NOFX
- 1986 : So What If We're on Mystic!
- 1987 : The P.M.R.C. Can Suck on This
- 1992 : The Longest Line
- 1995 : HOFX
- 1996 : Fuck the Kids
- 1999 : Timmy the Turtle
- 1999 : The Decline
- 2001 : Surfer
- 2003 : Regaining Unconsciousness
- 2005-2006 : 7" of the Month Club
- 2006 : Never Trust a Hippy
- 2009 : The Myspace Transmissions
- 2009 : Cokie the Clown
- 2010 : NOFX / The Spits
- 2011 : NOFX
- 2013 : Stoke Extinguisher